# Komenského náměstí (Brno)

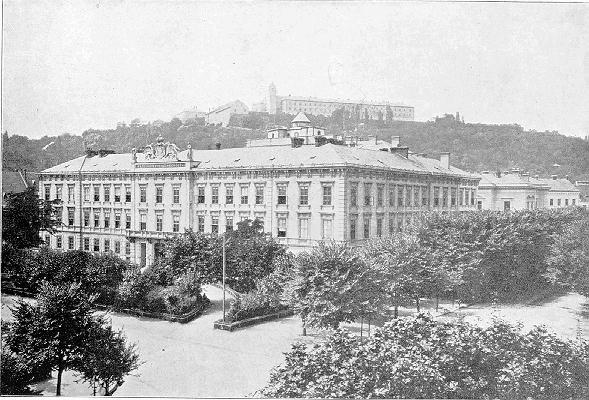
Pohled na část dnešního Komenského náměstí (budova německé techniky s okolím) kolem roku 1900

Komenského náměstí je náměstí, které se nachází v městské části Brno-střed, v katastrálním území Město Brno při jeho severní hranici s katastrálním územím Veveří. Vzniklo v polovině 19. století po zboření městských hradeb, obepínajících historické jádro města, na jejichž místě byla vybudována okružní třída. Náměstí je pojmenováno podle Jana Amose Komenského, kterému je zasvěcen evangelický kostel (tzv. „červený kostel“), umístěný uprostřed náměstí.

## Objekty
Na Komenského náměstí se nacházejí tyto budovy:
- čp. 220 / čo. 2
  - hlavní budova německé vysoké školy technické (1860–1945)
  - hlavní budova Lékařské fakulty Masarykovy univerzity (do roku 2010[2])
  - jedna z budov rektorátu Masarykovy univerzity[3] (od roku 2010[2])
- čp. 218 / čo. 3 a čp. 218 / čo. 4
  - druhá budova německé vysoké školy technické (1910–1945)
  - vedlejší budova Lékařské fakulty Masarykovy univerzity (do roku 2005)
  - Fakulta sociálních studií Masarykovy univerzity (od roku 2005)
- čp. 609 / čo. 6
  - německé chlapecké gymnázium (1862[4]–1945)
    - První německé státní gymnázium (1879–1908[5])
    - Masarykovo německé státní gymnázium (1930–1939[6])

  - hudební fakulta Janáčkovy akademie múzických umění (od roku 1949[7])
- čp. 534 / čo. 8
  - Besední dům (1873[8]–1953[9])
  - Oblastní dům armády (1953–1957)[9]
  - Filharmonie Brno (od roku 1957)[9]
- bez čp. a čo.
  - Českobratrský evangelický chrám Jana Amose Komenského (od roku 1867)